# Caprella laeviuscula
Caprella laeviuscula är en kräftdjursart som beskrevs av Mayer 1903. Caprella laeviuscula ingår i släktet Caprella och familjen Caprellidae. Inga underarter finns listade i Catalogue of Life.